# Jacob de Rees
Jacob (skrev sig även Jacques eller Jacomo) de Rees, född 1575 i Hamburg, död 4 april 1648 i Stockholm var en tysk-svensk köpman och apotekare. Han var far till Arnold de Rees.

## Biografi
Jacob de Rees var son till köpmannen i Antwerpen Thomas de Rees (1535-1590) och Clara Gillisdotter van Grewe (död 1617). Som nioåring sattes han 1584 i skola i Hamburg för att studera teologi och latin. Senare studerade han även franska. 1591 sattes de Rees i lära hos den framstående handelsmannen i Nürnberg Paul Schauferlin, hos vilken han stannade till 1597. Därefter vistades han två år i Venedig där han var i tjänst hos köpmännen Jan de Cordes och Jacomo de Castre. Omkring 1600 slog han sig ned i Amsterdam för att där verka som handelsman. 1601 gifte han sig med Maria van Sommern (1579-1652), dotter till Lambert van Sommern tillhörande en betydande köpmansfamilj.
Svärfadern värvades sommaren 1607 av Karl IX att slå sig ned i Göteborg, där han blev stadens första burggreve och 1608 följde Jacob de Rees honom dit som handelsman. Då Kalmarkriget bröt ut flydde de båda från staden i avsikt att återvända till Amsterdam, men deras skepp infångades av danska kapare. Här satt han en tid fängslad men efter att ha tvingats ge upp all sin egendom ombord på fartyget släpptes han och kunde utblottad återvända till Amsterdam. Här lyckades han dock snart bygga upp sin förmögenhet.
1620 sändes Peter Simonsson Falck till Holland på Gustav II Adolfs vägnar att på nytt värva holländska emigranter till Sverige. Jacob de Rees var en av dem som visade intresse, och kontaktade kungen om möjligheter att få extra privilegier utöver de som alla som slog sig ned i den nya staden utlovades. Då han 1622 överflyttade till Göteborg hade han förutom de gängse privilegierna utlovats rättigheter att uppsöka malmer och slagger i Sverige som kunde bearbetas för utvinning av blåfärg och tolv års tullfrihet på utförsel av varorna. Vidare rättighet att vid kronans vattendrag bygga hamrar, tråddragerier och kvarnar och erhålla jord och virke att driva dem, allt med 20 års skattefrihet. En engångssumma skulle betalas vid utgången av de 20 åren. 1623 erhöll Jacob de Rees även tillstånd att bränna pottaska i hela Västergötland.
1622–1627 var han rådman i Göteborg. Ganska lite är känt om hans handelsverksamhet i staden under perioden, men han torde ha varit en av stadens mer betydande handelsmän. 1624 var han den största fordringsägaren i staden, och 1626 hyrde han ut lokaler till skola åt Göteborgs tyska församling. 1627 överflyttade Jacob de Rees till Stockholm, där han övertog apoteket Markattan. Han fortsatte sin köpmansverksamhet och omtalas 1641 i Kungliga rådet som en av de tolv främsta handelsmännen i landet som borde tillfrågas om myntväsendet för att förhindra opposition mot regeringens åtgärder.
Enligt likpredikan insjuknade Jacob de Rees i januari 1648 och avled 4 mars samma år. Tio dagar senare begravdes han i svärsonen Hans Bremers grav i Storkyrkan.